# Thom Gicquel
Pour les articles homonymes, voir Gicquel.
Thom Gicquel, né le 12 janvier 1999 à Tours, est un joueur de badminton français. Il est champion d'Europe en double mixte et multiple champion de France en double mixte et double hommes. Avec sa partenaire de double mixte Delphine Delrue, il est le premier joueur français de l'histoire qui parvient à remporter un titre Super 1000, équivalent d'un Grand Chelem en tennis, lors de l'Open d'Indonésie, le 8 juin 2025.

## Biographie
Né à Tours, Thom Gicquel débute le badminton à l'âge de 6 ans au sein du club de Betton, près de Rennes, aux côtés de ses parents, frères et sœurs. Hésitant entre le badminton et le football, le jeune breton construit son projet de sportif de haut-niveau dans le badminton. En 2015, il se spécialise en double hommes et double mixte, notamment avec Delphine Delrue qui est sa partenaire de double mixte depuis le début, fait rare dans la fédération française.

## Carrière
Aux Championnats d'Europe junior de badminton, il remporte le bronze en équipe mixte en 2015 puis l'or en équipe mixte et en double garçons en 2017.
En 2018, il est médaillé de bronze aux Championnats d'Europe de badminton par équipes et médaillé d'or en double messieurs aux Jeux méditerranéens à Tarragone avec Bastian Kersaudy.
Avec Delphine Delrue, il est médaillé de bronze en double mixte aux Jeux européens de 2019.
Il est médaillé de bronze des Championnats d'Europe de badminton par équipes 2020 à Liévin.
En février 2021, il remporte la médaille d'argent avec l'Équipe de France, aux Championnats d'Europe par équipes mixtes, derrière le Danemark. Le mois suivant, avec Delphine Delrue, la paire mixte s'impose en finale de l'Open de Suisse contre la paire danoise Alexandra Bøje et Mathias Christiansen. Ce titre leur permet d'intégrer le Top 10 du classement mondial et d'entrevoir ainsi une qualification pour les J.O. de Tokyo.
Le 30 avril 2022, la paire Gicquel-Delrue remporte sa première médaille internationale en devenant vice-champions d'Europe de double mixte aux championnats d'Europe 2022.
Lors des championnats d'Europe par équipes mixtes se déroulant à Aire-sur-la-Lys, Thom Gicquel conserve avec l'équipe de France le titre de vice-champions d'Europe après une finale serrée contre le Danemark.
Le 2 juillet 2023, il est médaillé d'argent en double mixte avec Delphine Delrue aux Jeux européens de 2023.
En avril 2024, il est sacré champion d'Europe en double mixte avec sa partenaire Delphine Delrue et deviennent les premiers français à obtenir ce titre européen.
En juillet 2024, il participe au tournoi double mixte des Jeux olympiques d'été de 2024 avec Delphine Delrue. Comme lors des précédents Jeux olympiques, ils sont éliminés lors des phases de poule avec deux défaites et une victoire, mais avec « un meilleur visage qu'aux Jeux de Tokyo », dans une poule au niveau élevé,.
Le 8 juin 2025, lors de la compétition de double mixte de l'Open d'Indonésie, il entre dans l'histoire avec Delphine Delrue, en remportant la première victoire du badminton français en Super 1000 (l'équivalent d'un Grand Chelem en tennis),.

## Palmarès

### Jeux européens
Double mixte
| Année | Lieu                            | Partenaire      | Adversaires                | Score               | Résultat |
| ----- | ------------------------------- | --------------- | -------------------------- | ------------------- | -------- |
| 2019  | Falcon Club, Minsk, Biélorussie | Delphine Delrue | Marcus Ellis Lauren Smith  | 19–21, 12–21        | Bronze   |
| 2023  | Arena Jaskółka, Tarnów, Pologne | Delphine Delrue | Robin Tabeling Selena Piek | 10–21, 21–13, 13–21 | Argent   |

### Championnats d'Europe
Double mixte
| Année | Lieu                                          | Partenaire      | Adversaires                         | Score               | Résultat |
| ----- | --------------------------------------------- | --------------- | ----------------------------------- | ------------------- | -------- |
| 2022  | Polideportivo Municipal Gallur, Madrid, Spain | Delphine Delrue | Mark Lamsfuß Isabel Lohau           | 21–16, 20–22, 16–21 | Argent   |
| 2024  | Saarlandhalle, Saarbrücken, Germany           | Delphine Delrue | Mathias Christiansen Alexandra Bøje | 21–16, 21–15        | Or       |

### Jeux méditerranéens
Double hommes
| Année | Lieu                                 | Partenaire       | Adversaires              | Score       | Résultat |
| ----- | ------------------------------------ | ---------------- | ------------------------ | ----------- | -------- |
| 2018  | El Morell Pavilion, Tarragona, Spain | Bastian Kersaudy | Serdar Koca Serhat Salim | 21–9, 21–19 | Or       |

### Championnats d'Europe Junior
Double hommes
| Année | Lieu                                               | Partenaire        | Adversaires              | Score        | Résultat |
| ----- | -------------------------------------------------- | ----------------- | ------------------------ | ------------ | -------- |
| 2017  | Centre Sportif Régional d'Alsace, Mulhouse, France | Toma Junior Popov | Max Flynn Callum Hemming | 21–17, 21–13 | Or       |

### BWF World Tour
Double mixte
| Année | Tournoi                      | Niveau     | Partenaire      | Adversaires                                  | Score               | Résultat  |
| 2018  | Dutch Open                   | Super 100  | Delphine Delrue | Marcus Ellis Lauren Smith                    | 15–21, 15–21        | Finaliste |
| 2019  | Masters d'Orléans            | Super 100  | Delphine Delrue | Ronan Labar Anne Tran                        | 21–11, 21–14        | Vainqueur |
| 2019  | Open des Open des États-Unis | Super 300  | Delphine Delrue | Lee Jhe-huei Hsu Ya-ching                    | 17–21, 17–21        | Finaliste |
| 2020  | Masters d'Espagne            | Super 300  | Delphine Delrue | Kim Sa-rang Kim Ha-na                        | 21–15, 11–21, 10–21 | Finaliste |
| 2021  | Open de Suisse               | Super 300  | Delphine Delrue | Mathias Christiansen Alexandra Bøje          | 21–19, 21–19        | Vainqueur |
| 2022  | Masters d'Indonésie          | Super 500  | Delphine Delrue | Zheng Siwei Huang Yaqiong                    | 13–21, 14–21        | Finaliste |
| 2023  | Open de Chine                | Super 1000 | Delphine Delrue | Seo Seung-jae Chae Yoo-jung                  | 19–21, 12–21        | Finaliste |
| 2024  | Masters du Japon             | Super 500  | Delphine Delrue | Dechapol Puavaranukroh Supissara Paewsampran | 16-21, 21-10, 17-21 | Finaliste |
| 2025  | Open d'Inde                  | Super 750  | Delphine Delrue | Jiang Zhenbang Wei Yaxin                     | 18–21, 17–21        | Finaliste |
| 2025  | Open d'Indonésie             | Super 1000 | Delphine Delrue | Dechapol Puavaranukroh Supissara Paewsampran | 21-16, 21-18        | Vainqueur |

### BWF International Challenge/Series
Double hommes
| Année | Tournoi            | Niveau                  | Partenaire    | Adversaires                              | Score               | Résultat  |
| ----- | ------------------ | ----------------------- | ------------- | ---------------------------------------- | ------------------- | --------- |
| 2015  | Riga International | Future Series           | Thomas Baures | Mads Emil Christensen Kristoffer Knudsen | 12–21, 13–21        | Finaliste |
| 2018  | Czech Open         | International Challenge | Ronan Labar   | Miłosz Bochat Adam Cwalina               | 21–18, 17–21, 21–15 | Vainqueur |

Double mixte
| Année | Tournoi                  | Niveau                  | Partenaire      | Adversaires                         | Score               | Résultat  |
| ----- | ------------------------ | ----------------------- | --------------- | ----------------------------------- | ------------------- | --------- |
| 2016  | Latvia International     | Future Series           | Léonice Huet    | Dmitrii Riabov Maria Shegurova      | 21–15, 18–21, 21–15 | Vainqueur |
| 2016  | Swiss International      | International Series    | Delphine Delrue | Oliver Schaller Céline Burkart      | 17–21, 21–10, 19–21 | Finaliste |
| 2017  | Portugal International   | International Series    | Delphine Delrue | Anton Kaisti Jenny Nyström          | 21–19, 19–21, 12–21 | Finaliste |
| 2018  | Open de Suède            | International Series    | Delphine Delrue | Kristoffer Knudsen Isabella Nielsen | 21–16, 21–10        | Vainqueur |
| 2018  | Dutch International      | International Series    | Delphine Delrue | Mathias Thyrri Elisa Melgaard       | 21–17, 21–14        | Vainqueur |
| 2019  | Open de Pologne          | International Challenge | Delphine Delrue | Ben Lane Jessica Pugh               | 17–21, 15–21        | Finaliste |
| 2019  | Denmark International    | International Challenge | Delphine Delrue | Ronan Labar Anne Tran               | 21–19, 18–21, 15–21 | Finaliste |
| 2019  | Azerbaijan International | International Challenge | Delphine Delrue | Mark Lamsfuß Isabel Herttrich       | 9–21, 23–21, 21–15  | Vainqueur |

 BWF International Challenge
 BWF International Series
 BWF Future Series